# Яків (син Алфеїв)
Я́ків Алфе́їв (Яків, син Алфеїв, Я́ків Моло́дший) — за Новим Завітом — один з 12 апостолів Ісуса Христа.

## Біблійні відомості
Серед 12 апостолів були два Якови: син Зеведеїв і син Алфеїв. Євангеліст Марко називає другого апостола Якова Алфеєвого — Яковим Меншим. Його мати, Марія Клеопова, була сестрою Матері Ісуса. Яків Алфеїв згаданий у списках апостолів у Євангелії від Матвія (Мт. 10:3), від Марка (Мк. 3:18), від Луки (Лк. 6:15), а також у Діяннях Апостолів (Дії 1:13).
Після воскресіння та вознесіння Ісуса Христа Яків Алфеїв проповідував. Потім він став єпископом Єрусалимським. Апостол Яків Молодший був настільки святий за способом свого життя, що лише йому одному дозволялося входити у святилище Єрусалимського храму[джерело?]. Через змішування його з іншими Яковами простежити його шлях у християнській традиції досить складно.

## Передання
Яків Алфеїв написав першу Божественну Літургію. 62 року після Різдва Христового Яків Алфеїв служив у храмі й виголосив проповідь про Ісуса Христа. Противники християн, котрим не подобалася його проповідь, скинули Якова Алфеївого з покрівлі храму, почали каменувати свого священника, знущатися над ним і до смерті забили каменями. Так він загинув мученицькою смертю.
Яків Алфеїв — один з двоюрідних родичів Ісуса Христа, на відміну від інших, дуже добре розумів Ісуса, вірив Йому і постраждав за Його віру. За деякими даними, Якова Алфеєвого вбив цар Ірод у перші роки після вознесіння Господа Ісуса Христа, про що описано в діяннях святих апостолів.

## Вшанування пам'яті
- Мощі святого апостола спочивають у церкві Санті-Апостолі в Римі.
- Пам'ятник Святому Якову в Португалії.

## Канонізація
Канонізований ще першими християнами.